# Johnny Sørensen
Johnny Sørensen (født 3. februar 1944) er en dansk møbelarkitekt.
Johnny Sørensen blev født i Helsingør. Faderen var lagerabejder og moderen fabriksarbejder. Han blev ansat som piccolo på Helsingør Skibsværft i 1960 og fik nogle måneder senere læreplads på værftets snedkerværksted. Her arbejdede han bl.a. med at lave en serie prototyper for Jørn Utzon, som var skibsingeniør Aage Utzons søn. Han fik svendebrev i 1963, med et skrivebord i Rio-palisander som svendestykke, og blev samme år optaget på Kunsthåndværkerskolen i København.
Her mødte han den ældre Rud Thygesen som gik på samme årgang af skolen, og efter afgang fra skolen i 1966 oprettede de sammen en selvstændig tegnestue.
Rud Thygesen har derefter sammen med Johnny Sørensen ført et internationalt anerkendt virke som møbeldesigner, og de har bl.a. vundet 1. præmien i Snedkerlaugets møbelkonkurrence, Nationalbankens jubilæumslegat, Møbelprisen i 1978, G-prisen i Japan og "Best of Show"-prisen fra Design Foundation i USA.
Deres møbler er repræsenteret på bl.a. Kunstindustrimuseet, København, Kunstindustrimuseet i Oslo, Victoria and Albert Museum i London og Museum of Modern Art i New York.